# مورتال کامبت: راهبان شائولین
مورتال کامبت: راهبان شائولین یک بازی اکشن ماجراجویی در سال 2005 است که توسط Midway برای پلی استیشن 2 و ایکس باکس توسعه و منتشر شده است. اسپین آف مجموعه Mortal Kombat، بازگویی وقایع Mortal Kombat II (1993) است. بازیکنان راهبان شائولین لیو کانگ و کونگ لائو را در بازی های تک نفره یا مشارکتی کنترل می کنند زیرا از Earthrealm در برابر نیروهای Outworld محافظت می کنند.
یک اسپین آف با محوریت لیو کانگ از اوایل دهه 2000 در نظر گرفته شده بود، اما پس از استقبال منفی از اسپین آف های ماجراجویی قبلی، Mythologies: Sub-Zero (1997) و نیروهای ویژه (2000) کنار گذاشته شد. Shaolin Monks به طور رسمی در سال 2004 به عنوان بخشی از برنامه Midway برای انتشار سالانه بازی Mortal Kombat معرفی شد. Shaolin Monks که با هدف جذب طرفداران Mortal Kombat ساخته شده است، عناصری را از ورودی های بازی مبارزه ای، از جمله Fatalities، کمبوها و حالت در مقابل ترکیب می کند.
این بازی که در 19 سپتامبر 2005 در آمریکای شمالی منتشر شد، بازخوردهای مثبتی را برای تبدیل این سری به یک بازی ماجراجویی و حالت co-op دریافت کرد، اگرچه استقبال از روایت، تصاویر بصری و طول کوتاه ترکیبی بود. همچنین یک موفقیت تجاری بود و بیش از یک میلیون نسخه فروخت.

## Gameplay
این بازی دارای سه حالت اصلی بازی است. جدای از حالت تک نفره، بازی دارای حالت مشارکتی است که در آن دو بازیکن می توانند در طول بازی با هم کار کنند و به برخی از مناطق و مواردی که در حالت تک نفره غیرقابل دسترسی هستند دسترسی داشته باشند. همچنین یک حالت در مقابل وجود دارد که در آن دو بازیکن می توانند در برخی از عرصه های موجود در بازی با یکدیگر مبارزه کنند. علاوه بر این، بازیکنان می‌توانند نسخه دموی کوتاه‌شده و سانسور شده The Suffering: Ties That Bind و همچنین یک نسخه آرکید شبیه‌سازی شده از Mortal Kombat II (که از Midway Arcade Treasures 2 گرفته شده است، بازی کنند که توسط Digital Eclipse ساخته شده است).
Shaolin Monks دارای یک سیستم مبارزه چند جهته است که به بازیکنان این امکان را می دهد تا به هر یک از دشمنانی که آنها را احاطه کرده اند حمله کنند. این موتور به بازیکن اجازه می‌دهد تا حملات ترکیبی را در بین چندین دشمن انجام دهد و حتی پس از پرتاب دشمن به هوا از طریق یک حمله قدرتمند یا پرتاب، به کمبوهای خود ادامه دهد. شخصیت های اصلی نیز بسیاری از حرکت های امضای خود را از این مجموعه دارند. ترکیب‌ها و حرکات ویژه از طریق کسب امتیاز تجربه قابل ارتقا هستند. اینها عمدتاً از طریق شکست دادن حریفان به دست می آیند، با سیستم ترکیبی که ارزش را چند برابر می کند. محیط نقش حیاتی در بازی ایفا می کند، زیرا خطرات متعددی وجود دارد که فوراً دشمن را می کشد، مانند گودال در کف یا چرخ های چرخان میخ ها. استفاده از برخی از محیط در این روش، و همچنین حمله یا از بین بردن اشیاء خاص، به عنوان یک عنصر حل پازل برای باز کردن اسرار در بازی عمل می کند.
این بازی همچنین شامل Fatalities، ویژگی مشترک سری Mortal Kombat است. اجرای کمبو بر روی دشمنان، Fatality meter را افزایش می دهد. هنگامی که آن متر به سطح معینی رسید، بدون توجه به سطح سلامت حریف، ممکن است یک Fatality انجام شود. شخصیت های اصلی توانایی انجام چندین حرکت مختلف Fatality را دارند که برخی از آنها نسخه های سه بعدی به روز شده Fatalities از بازی های اول و دوم Mortal Kombat هستند. بازیکن همچنین می‌تواند توانایی انجام چندگانه را باز کند، که Fatalities بر روی چندین دشمن به طور همزمان انجام می‌شوند. مفهوم Brutalities از Ultimate Mortal Kombat 3/Mortal Kombat Trilogy نیز بازگردانده شده است، البته با عملکردی متفاوت. هنگامی که حرکت انجام شد، بازیکن می تواند حملات ویرانگر بیشتری را برای مدت زمان محدودی انجام دهد.

### داستان
Mortal Kombat: Shaolin Monks وقایع Mortal Kombat II را در بر می گیرد که با عواقب اولین Mortal Kombat شروع می شود. نبرد به شدت در قلعه جزیره شانگ سونگ در دریای گمشده در جریان است، زیرا جادوگر نظاره گر جنگنده های جنگنده با سربازانش برای محافظت از Earthrealm است. راهب شائولین زمین، لیو کانگ، شانگ سونگ را شکست می دهد و گورو جنگجو به دفاع از او می آید. در حالی که گورو حواس دیگران را پرت می‌کند، شانگ سونگ پورتالی برای Outworld ایجاد می‌کند و با متحدانش عقب‌نشینی می‌کند. خدای رعد و برق Raiden پس از آن ظاهر می شود و به مبارزان باقی مانده هشدار می دهد که از قصر جزیره خارج شوند زیرا در حال سقوط به دریا است. همه، به جز لیو کانگ و کونگ لائو، تخلیه شده و به آکادمی وو شی فرار می کنند.
لیو کانگ و کونگ لائو، با این حال، برای رسیدن به آکادمی وو شی باید راه خود را به پورتال دیگری بجنگند. پس از ورود، Raiden به جنگجویان خود برای نجات Earthrealm جایزه می دهد. با این حال، باراکا و تارکاتان به آکادمی وو شی حمله می کنند. اگرچه تارکاتان ها شکست می خورند، باراکا سونیا بلید را اسیر می کند. رایدن تأیید می‌کند که شانگ سونگ در تلاش است لیو کانگ و متحدانش را به دنیای بیرون بکشاند، جایی که او می‌تواند به سرسپردگانش دستور دهد به آنها حمله کنند و وقت خود را برای قدرت بگذرانند. در صورت موفقیت، Shang Tsung بدون برنده شدن در مسابقات Mortal Kombat، که تقلب است، زمین را فتح خواهد کرد.
لیو کانگ و کونگ لائو از طریق قلمرو کابوس‌وار Outworld سفر می‌کنند تا نقشه جادوگر را متوقف کنند. آنها توسط رایدن هدایت می شوند و جانی کیج به آنها کمک می کند. در طول سفر خود، آنها با چندین متحد آشنا می شوند و با شخص دیگری آشنا می شوند که زمین را می خواهد. امپراتور دنیای بیرون، شائو کان. در طول سفر آنها، همه متحدان لیو کانگ و کونگ لائو دستگیر می شوند. هنگامی که شانگ سونگ به شائو کان رسید، مشخص شد که شانگ سونگ در سفر جفت، گهگاهی جعل هویت رایدن می‌کند تا هر یک از شکست‌های سرباز قدرت او را به اندازه‌ای افزایش دهد که حکومت شائو کان در دنیای بیرون را بدزدد.
دو راهب شائولین شانگ سونگ و کینتارو را شکست می دهند و توسط شائو کان به چالش کشیده می شوند. با کمک Raiden واقعی، لیو کانگ و کونگ لائو امپراتور را به پایان می‌رسانند و به هر دو عنوان قهرمان داده می‌شود. گروه Raiden در حالی که دوستان و Outworld امن هستند به Earthrealm بازمی‌گردند تا پیروزی خود را جشن بگیرند. اما بدون اینکه دیگران بدانند، کوان چی طلسم را برمی دارد و دیوانه وار می خندد و داستان را به پایان می رساند.

## شخصیت‌ها
قهرمانان اصلی راهبان شائولین لیو کانگ و کونگ لائو هستند. رایدن، جانی کیج، کیتانا، ساب زیرو و جکس به عنوان متحدان قهرمان‌های داستان به‌شمار می‌روند. اکثر متحدان برای کمک به قهرمانان در بخش‌هایی از بازی ظاهر می‌شوند. شائو کان، شانگ سونگ، میلینا، جید، رپتیل، باراکا، گورو، اسکورپیون و کینتارو به عنوان دشمنان قهرمان داستان به تصویر کشیده می شوند. این شخصیت ها به عنوان باس برای سطوح بازی عمل می کنند. همچنین می توان با ارمک و کانو به عنوان باس های اختیاری مبارزه کرد. شخصیت‌های دیگری که به نمایش در می‌آیند سونیا بلید، کابال، نوب سایبات و کوان چی هستند که بیشتر در سینما ظاهر می‌شوند. اسموک، با اشاره به تصویر Mortal Kombat II، در جنگل زنده یافت می‌شود، جایی که او مأموریت‌های اختیاری مورد نیاز برای باز کردن قفل Mortal Kombat II را به بازیکن محول می‌کند. همچنین در اشاره به بازی دوم، Blaze در حال مبارزه با حریف ناشناس خود در پس‌زمینه Pit II ظاهر می‌شود. پس از اتمام بازی، Sub-Zero و Scorpion به عنوان شخصیت های قابل بازی در حالت داستان باز می شوند، اگرچه داستان بدون تغییر است. حالت مقابل لیو کانگ، کونگ لائو، اسکورپیون، ساب زیرو، جانی کیج، کیتانا، خزنده، و باراکا را به عنوان شخصیت‌های قابل بازی به نمایش می‌گذارد. همه به جز لیو کانگ و کونگ لائو از طریق جمع آوری نشانه های موجود در داستان باز می شوند.

## توسعه
یک بازی اسپین آف با بازی لیو کانگ در ابتدا قرار بود مدت کوتاهی پس از Mortal Kombat: Special Forces، عنوان قبلی اکشن ماجراجویی سری در سال 2000 ساخته شود، اما به دلیل خروج جان توبیاس و استقبال بسیار منفی از نیروهای ویژه، این اتفاق نیفتاد. در اکتبر 2004، رئیس Midway Games، David F. Zucker، انتشار Shaolin Monks را "اولین گام به سوی ارائه چیزی که طرفداران Mortal Kombat خواستار آن بوده اند" نامید: یک بازی جدید که هر سال در دنیای Mortal Kombat اتفاق می افتد.
شان هیمریک، تهیه‌کننده، گفت که تیم می‌خواهد یک مورتال کمبت با داستانی عمیق‌تر بسازد. این تیم طرفدار بازی های ماجراجویی بود و تصمیم گرفت این مسیر را دنبال کند. اد بون یکی از خالقان Mortal Kombat به عنوان مدیر خلاق Shaolin Monks کار کرد و به برنامه نویسان تیم پیوست تا موتور جنگی را بسازد. تیم چالشی در ترکیب عناصر اکشن با موتور جنگی چند جهته خود پیدا کرد تا از تبدیل بازی به "دکمه‌شکن" اجتناب کنند. ایده آنها این بود که به بازیکن آزادی بیشتری برای اجرای چندین حرکت با هم نسبت به هر بازی ماجراجویی دیگری بدهند. آنها می توانستند به هر سمتی که می خواستند حمله کنند. این تیم چندین عنصر Mortal Kombat را به بازی اضافه کرد تا بازی جذاب‌تر شود.
از آنجایی که Mortal Kombat II بازی مورد علاقه اد بون در این سری بود، داستان این اسپین آف بر اساس آن ساخته شد. همچنین تمایل داشت که هم لیو کانگ و هم کونگ لائو را به عنوان قهرمان‌های داستان بگنجانند، در حالی که دومی در Mortal Kombat II معرفی شده بود. حالت در مقابل بازی از یک باگ نشات گرفته است که به آزمایش‌کنندگان اجازه می‌دهد با یکدیگر روبرو شوند. بر خلاف بازی‌های معمولی مورتال کمبت، حالت در مقابل برای شامل عناصر بازی‌های ماجراجویی ساخته شد. این موتور با موتور Mortal Kombat Deception متفاوت است و برای رقابت با سایر بازی های ماجراجویی ساخته شده است. حالت Co-op به گونه ای ساخته شده است که بازیکنان بتوانند با هم کار کنند تا حرکات جدیدی انجام دهند و محتوایی را کشف کنند که یک بازیکن نمی تواند انجام دهد. در اصل، برنامه ریزی شده بود که به بیش از دو بازیکن در حالت Co-op اجازه دهد. در حالی که دن فوردن مدیر صدا بود، جیمی کریستوفرسون به عنوان آهنگساز کار می کرد.

## نقدها و نمرات
Mortal Kombat: Shaolin Monks بیش از یک میلیون نسخه فروخته است و اکثراً نقدهای مثبتی دریافت کرده است. در GameRankings، به ترتیب میانگین 79.10% و 80.64% برای کنسول های پلی استیشن 2 و ایکس باکس را دارد. این بازی توسط منتقدان برای ترجمه حق رای دادن به یک بازی اکشن سرگرم کننده تحسین شد. گیم پلی بازی به دلیل داشتن حرکات مشابه از بازی های کلاسیک Mortal Kombat مانند Fatalities و نحوه کار با کمبوها در مقایسه با God of War مورد توجه قرار گرفت. 1UP.com با سختی بازی در تضاد بود زیرا A.I. می تواند خیلی قوی باشد، اما ممکن است بازیکن را مجبور به استفاده از حرکات خلاقانه تر کند. از سوی دیگر، GameZone احساس می‌کرد که باس‌ها به دلیل تاکتیک‌های مورد نیاز برای شکست دادن آن‌ها، لذت بیشتری می‌برد. حالت تعاونی برای دسترسی بازیکنان به پاداش‌های پنهان متمایز بود، اما در عین حال به دلیل غیرممکن بودن ادامه بازی در حالت تک نفره مورد انتقاد قرار گرفت. این یکی از پنج بازی بود که توسط GameSpot برای عنوان شگفت‌انگیزترین بازی خوب سال 2005 نامزد شد. XPlay مقدار زیاد ترکیب‌ها و حرکات پایانی را که بازیکن می‌تواند انجام دهد ستایش کرد و به مخاطبان توصیه کرد از حالت Co-op برای لذت بیشتر از بازی استفاده کنند. تیم ایکس باکس موافقت کرد زیرا زمانی که بازیکنان از این دو کاراکتر استفاده می‌کنند، می‌توان از عملکرد ترکیب‌ها لذت بیشتری برد.
در رابطه با روایت و ارائه، IGN احساس کرد که صداگذاری شخصیت‌ها بیش از حد اجباری است، به ویژه به صداپیشگان لیو کانگ و رایدن اشاره می‌کند. GameZone ادعا کرد که دنیاها به ویژه مرحله Pit جذاب بودند. تیم ایکس باکس متوجه شد که داستان بازی با وجود بازخورد منفی ارائه شده به دیگر روایت‌های Mortal Kombat لذت‌بخش بود. GameSpot اتکای بازی به عقب‌نشینی را مورد انتقاد قرار داد و اظهار داشت، در حالی که حالت داستان سرگرم‌کننده است، در زمان اوج، به عنوان استفاده بیش از حد از پیچش داستان متمرکز بر خیانت‌هایی که به درستی توضیح داده نشده‌اند، «نسبتاً نامفهوم» می‌شود. WorthPlaying اظهار داشت که طرح Shaolin Monks بر خلاف بازی قبلی آنها، Deception، بیشتر به عامل نوستالژی متکی است، زیرا شخصیت های مورد علاقه طرفداران مانند جانی کیج و رایدن اغلب در بازی ظاهر می شوند تا به شخصیت های اصلی کمک کنند.

### جنجال
تبلیغی برای راهبان شائولین با عنوان "خون روی فرش" که توسط رسانه ماوریک مستقر در لندن ایجاد شده است، توسط اداره استانداردهای تبلیغاتی به عنوان حمایت و تمجید از خشونت محکوم شد. این آگهی بازرگانی، "صحنه ای از اتاق هیئت مدیره را نشان می دهد که در آن آقای لین، مشکل ساز مرموز در یک جلسه فروش، به دو مرد دستور می دهد تا با هم دعوا کنند. ضربات مشت منجر به ضربه زدن به خودکار به بازو می شود؛ سپس یک کوزه آب روی سر یک مدیر کوبیده می شود - قبل از اینکه قلبش از سینه اش کنده شود. همانطور که از گزارش ASA نقل شده است، "ما به میدوی گفتیم که این رویکرد را تکرار نکند و به آنها گفتیم قبل از تولید تبلیغات آینده با CAP Copy Advice مشورت کنند."

## میراث
دنباله ای با تمرکز بر Scorpion و Sub-Zero، با عنوان Mortal Kombat: Fire & Ice، توسط Paradox برنامه ریزی شده بود، اما محدودیت مالی باعث لغو پروژه شد. اد بون به یاد می آورد: "Monks دور و دراز بهترین اسپین آف بود. ما در حال مذاکره برای ساخت دنباله قبل از بسته شدن استودیو Moorpark بودیم."
یک بازسازی HD احتمالی Mortal Kombat: Shaolin Monks توسط بون در اکتبر 2013 منتشر شد. او همچنین قبلاً گفته بود که آنها "دوست دارند یک روز بسازند"، اما بازسازی آن "در آینده نزدیک" (از ژانویه 2013) نخواهد بود. در سال 2014، او همچنین فاش کرد که آنها قبلاً "در مورد انجام یک نسخه ارتقا یافته برای PS3 و 360 چند سال پیش" صحبت کرده‌اند.